# 染・清流館
染・清流館（そめ・せいりゅうかん）は、京都市中京区にある染色をテーマにした染色専門美術館。ロウ染や絞り染などの染色芸術を展示する美術館で、世界初の染色に焦点を当てた専門美術館である。呉服の企画・製造・販売などを手がける大松株式会社（京都市中京区）が、「日本の染色アートを世界に向けて発信する」ことを目的として、2006年京都にオープンした。｢染色のまち・京都｣を拠点に活躍する作家100名の作品約500点を所蔵し、巨匠から新鋭まで様々な染色作家達の作品を展示している。1991年には、『第一回染・清流展／京都市美術館』が開催された。以後東京（目黒区美術館）で開催。
『清流館』は、その名を南禅寺にある山荘「清流亭」に由来する。
　

## 施設概要
京都芸術センターの北隣に位置したビルの6階に構える。同館のエントランスは落ち着いた色で高級感が演出され、館内は約150畳の畳が敷きつめられており、靴を脱いで、じっくり落ち着いて作品を鑑賞することができる。作品の中には多彩な技法を駆使した染色品が並び、幾何学模様に現代アートを思わせる作品も展示している。

## 利用案内
所在地
- 京都市中京区室町通錦小路上ル京都芸術センター北隣

アクセス
- 京都市営地下鉄・阪急電車烏丸駅下車24番出口徒歩5分
- JR京都駅からバスで四条烏丸下車、徒歩5分

駐車場
- 近くに京都市営駐車場あり

開館時間
- 午前10時〜午後5時

休館日
- 毎週月曜日（祝日の場合翌日）8月、年末年始、展示替臨時休業あり